# Peter Sellers
Peter Sellers (født Richard Henry Sellers; 8. september 1925 – 24. juli 1980) var en engelsk skuespiller og komiker. Han blev først fremtrædende, da han optrådte i BBC Radio-komedieserien The Goon Show, medvirkede i en række komiske hitsange og blev kendt for et verdensomspændende publikum gennem sine mange filmroller, blandt dem Inspector Clouseau i Den lyserøde panter-filmserien.
Født i Southsea, Portsmouth, hvor han fik sin scenedebut på Kings Theatre, da han var to uger gammel. Han begyndte at ledsage sine forældre i en række forskellige handlinger, der turnerede i provinsens teatre. Han arbejdede først som trommeslager og turnerede rundt i England som medlem af Entertainments National Service Association (ENSA). Han udviklede sin mimik og improvisationsevner under en trylleformidling i Ralph Readers krigstids Gang Show-underholdningstrup, som turnerede i Storbritannien og Fjernøsten. Efter krigen fik Sellers sin radiodebut i ShowTime og blev til sidst en fast optrædende på forskellige BBC-radioshows. I begyndelsen af 1950'erne deltog Sellers sammen med Spike Milligan, Harry Secombe og Michael Bentine i den succesrige radioserie The Goon Show, som sluttede i 1960.
Sellers begyndte sin filmkarriere i 1950'erne. Selvom hovedparten af hans arbejde var komisk, ofte parodierende på autoritetsfigurer såsom militærofficerer eller politifolk, optrådte han også i andre filmgenrer og roller. Film, der demonstrerer hans kunstneriske rækkevidde, omfatter I'm All Right Jack (1959), Stanley Kubricks Lolita (1962) og Dr. Strangelove (1964), What's New Pussycat? (1965), Casino Royale (1967), The Party (1968), Being There (1979) og fem film fra Den lyserøde panter-filmserien (1963-1978). Sellers alsidighed satte ham i stand til at portrættere en bred vifte af tegneseriefigurer med forskellige accenter og afskygninger, og han påtog sig ofte flere roller i samme film, ofte med kontrasterende temperamenter og stilarter. Satire og sort humor var hovedtræk i mange af hans film, som de havde været i hans radio- og pladeoptrædener, og de havde en stærk indflydelse på en række senere komikere. Sellers blev nomineret tre gange til en Oscar-pris, to gange for Oscar for bedste mandlige hovedrolle for sine præstationer i Dr. Strangelove og Being There, og én gang til Oscar-prisen for bedste kortfilm for The Running Jumping & Standing Still Film (1959). Han vandt BAFTA-prisen for bedste skuespiller i en hovedrolle to gange, for I'm All Right Jack og for den originale lyserøde panter-film, The Pink Panther (1963), og blev nomineret som bedste mandlige hovedrolle tre gange. I 1980 vandt han Golden Globe for bedste skuespiller - musical eller komedie for sin rolle i Being There, efter tidligere at have været nomineret tre gange i samme kategori. Turner Classic Movies kalder Sellers "en af de mest dygtige tegneserieskuespillere i det sene 20. århundrede".
I sit personlige liv kæmpede Sellers med depression og usikkerhed. Han var en gådefuld figur og hævdede ofte ikke at have nogen identitet uden for de roller, han spillede. Hans opførsel var ofte uberegnelig og tvangspræget, og han stødte ofte sammen med sine instruktører og medspillere, især i midten af 1970'erne, hvor hans fysiske og mentale helbred sammen med hans alkohol- og stofmisbrug var værst. Sellers var gift fire gange og havde tre børn fra sine to første ægteskaber. Han døde af et hjerteanfald 54 år gammel i 1980. De engelske filmskabere Boulting-brødrene beskrev Sellers som "det største komiske geni, dette land har produceret siden Charles Chaplin".

## Familie
Peter Sellers var gift fire gange:
- Anne Howe (1951-61).
- Britt Ekland (1964-68).
- Miranda Quarry (1970-74).
- Lynne Frederick (1977-80).

Han fik tre børn:
- Michael (2. april 1954).
- Sarah (16. oktober 1957).
- Victoria (20. januar 1965).

## Film som Peter Sellers har medvirket i
- Plyds og papegøjer (1955) – Eng: The Ladykillers.
- Musen der brølede (1959) – Eng: The Mouse That Roared.
- Millionøsen (1960).
- Lolita (1962).
- Den lyserøde panter – Eng: The Pink Panther (1963).
- Dr. Strangelove (1964) – Eng: Dr. Strangelove or: How I Learned to Stop Worrying and to love the Bomb.
- Et skud i mørke (1964) – Eng: A Shot in the Dark.
- Casino Royale (1967).
- Lad mig kysse din Sommerfugl (1968) - Eng: I love You, Alice B. Toklas
- Kom og vask min elefant (1968) – Eng: The Party.
- Den lyserøde panter springer igen (1975) – Eng: The Return of the Pink Panther.
- Den lyserøde panter slår igen (1976) – Eng: The Pink Panther Strikes Again.
- Den lyserøde panter ta'r hævn (1978) – Eng: Revenge of the Pink Panther.
- Being There (1979)